# Sylvie Vartan

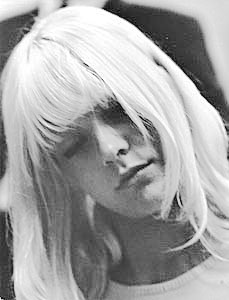
Sylvie Vartan en 1966.

Sylvie Vartan (Iskrets, Sofía, 15 de agosto de 1944) es una actriz y cantante francesa de música pop, de origen búlgaro y armenio, que inició su carrera como una de las figuras más populares del movimiento yeyé.

## Primeros años de vida
Nacida en el pueblo de Iskrets, cerca de la capital de Bulgaria, Sofía, se mudó a Francia junto con sus padres y su hermano en diciembre de 1952.

### Matrimonios e hijos
A la edad de 21 años, en 1965, contrajo matrimonio con el cantante francés de rock Johnny Hallyday. Juntos tuvieron un hijo, David Hallyday, que siguiendo la tradición familiar también se ha hecho cantante. Johnny Hallyday y Sylvie Vartan fueron la «pareja de moda» de su generación en Francia, atrayendo constantemente la atención de la prensa rosa. Johnny y Sylvie se divorciaron en 1980. Ella se volvió a casar en 1984 con el empresario discográfico estadounidense Tony Scotti.

## Vida artística

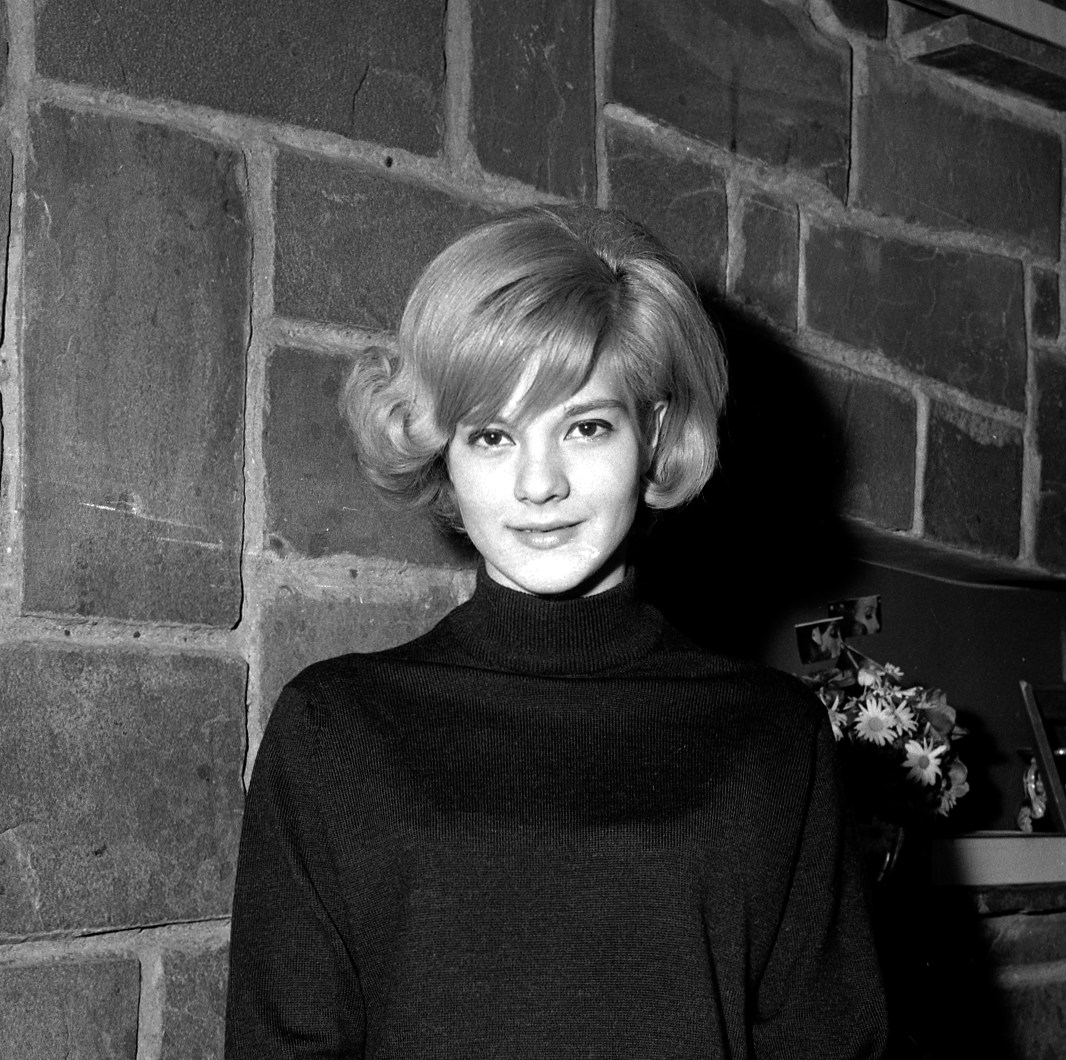
Vartan en 1963

Debutó como actriz en la película Patate (1964). A pesar de concentrar su carrera en el canto, Vartan también ha participado actuando en varias películas. 
En el año 2005 Vartan fue nombrada embajadora de buena voluntad de la Organización Mundial de la Salud.
Sus mayores éxitos como cantante los ha obtenido por medio de las canciones Panne d'essence (Sin combustible), Comme un garçon (Como un muchacho), J'ai un problème, je crois bien que je t’aime (Tengo un problema, creo que te amo), La plus belle pour aller danser (La más bella para ir al baile) e Irresistiblement (Irresistiblemente). Es importante notar que Sylvie, reconocida por ser una buena lingüista, ha interpretado canciones en varias lenguas. Por ejemplo, su versión italiana de Irresistiblement (Irresistibilmente) fue un gran éxito cuando la cantó por la televisión italiana en los años 70.
En Francia sigue siendo la artista femenina de su generación que más éxito tiene cuando edita un disco o va de gira. En 2004 y 2008 realizó en dos semanas de actuaciones en el Palais des congrès de París, agotando las entradas. En 2009 realizó una gira por Francia, Japón, Turquía, Suiza y Bélgica.

## Filmografía
- 2001: Mausolée pour une garce  de Arnaud Sélignac.
- 1994: L'Ange noir de Jean-Claude Brisseau.
- 1972: Absences répétées de Guy Gilles.
- 1972: Malpertuis de Harry Kümel.
- 1967: Les Poneyttes de Joël Lemoigne.
- 1964: Patate de Robert Thomas.
- 1964: Cherchez l'idole de Michel Boisrond.
- 1963: D'où viens-tu Johnny ? de Noël Howard.
- 1962: Un clair de lune à Maubeuge de Jean Chérasse.
- 1952: Sous le joug de Dako Dakovski.

## Sus mejores canciones
- Tous mes copains.
- Panne d'essence (con Frankie Jordan).
- Le Locomotion.
- Il y a deux filles en moi.
- La plus belle pour aller danser.
- Quand tu es là.
- Par amour, par pitié.
- La Maritza.
- Irresistiblement.
- Comme un garçon.
- Baby Capone.
- 2'35 de bonheur (con Carlos).
- Mon père.
- Pour lui, je reviens.
- Je chante pour Swanee.
- Les petites filles modèles (con Chantal Goya).
- Double exposure.
- One shot lover.
- Disco queen.
- I don't want the night to end, Nicolas.
- Ce n'est pas rien.
- Parle moi de ta vie.
- Bye Bye leroy brown.
- El Tango aquel.
- Solitude.
- Fataisie.
- E fatale.
- Bario Chino.
- Nouvelle Vague.
- L'amour c'est comme une cigarette.
- Rock'n roll man.
- Toi le garçon.
- Qu'est-ce qui fait pleurer les blondes.
- Tape Tape.
- Danse ta vie.
- Darina.
- La neige en ete
- Il est cinq heures.
- Le temps de l'amour.
- Danse la, chante la.
- L'amour c'est comme les bateaux.
- le temps du swing.